# Emma Burmann
Emma Burmann, geborene Gangel (auch falsch: Gangelt) (* 22. Dezember 1821; † 24. Februar 1902 in Düsseldorf), war eine deutsche Philanthropin und Stiftungsgeberin.

## Leben

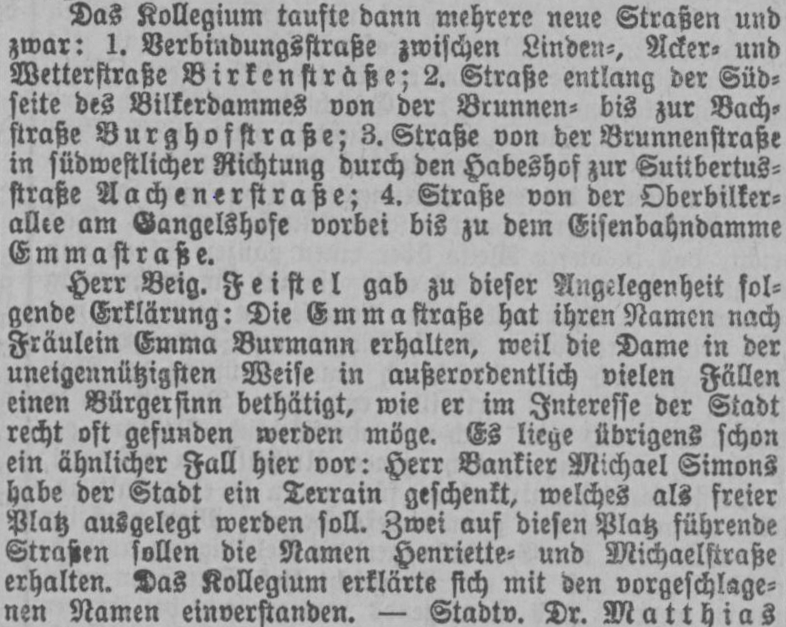
Zeitungsbericht über die Benennung der Emmastraße (1895)

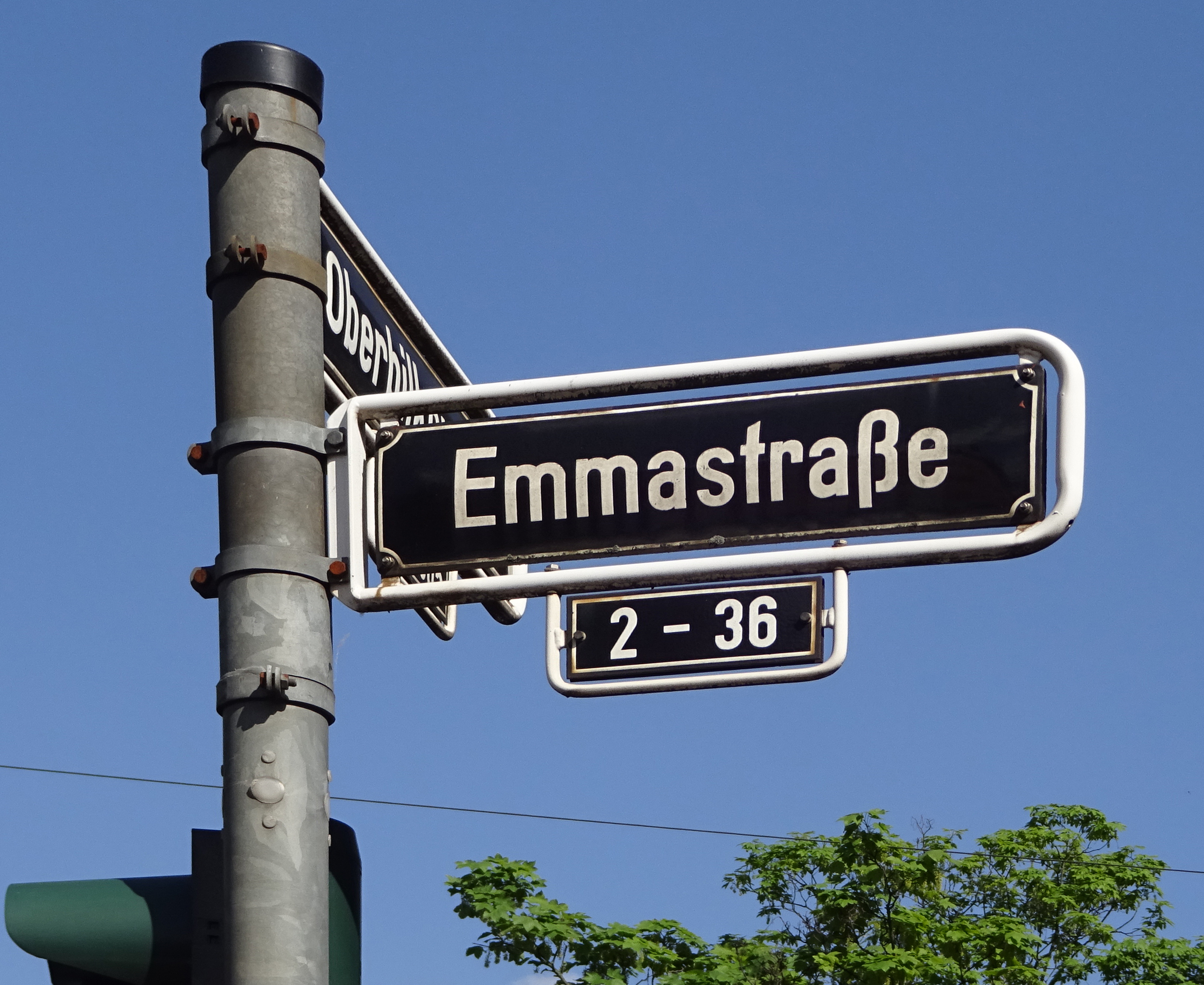
Straßenschild an der Ecke zur Oberbilker Allee

Über die Familie und den Lebensweg der Düsseldorferin Emma Burmann ist wenig bekannt. Sie erbte von ihrer Tante Gertrud Scherer, geborene Gangel, einige Grundstücke im Düsseldorfer Stadtteil Oberbilk. Die Grundstücke und Teile ihres eigenen Vermögens im Wert von insgesamt 178.200 Mark vermachte sie nach ihrem Tode der Stadt Düsseldorf zur Errichtung der Gangel-Burmann-Stiftung, einer Wohnungsstiftung für alleinstehende, gebildete Frauen in Düsseldorf. Das sogenannte Damenheim lag an der Kölner Straße 387 hinter der damaligen Eisenbahnunterführung bei der Oberbilker Allee.
Der Zweck der Stiftung lautete: „In Düsseldorf ortsangehörigen, gebildeten alleinstehenden Frauenspersonen aus besseren Familien, welche im Stande sind, das zu ihrem Lebensunterhalte Nötige zum größeren Theile sich selbst zu beschaffen und welche Armenunterstützung weder beziehen noch im letzten Jahre vor ihrer Aufnahme in die Stiftung bezogen haben, unentgeltliche Wohnung und gegen ein vom Kuratorium der Stiftung festzustellendes Entgelt Verköstigung zu gewähren.“
Burmann zu Ehren wurde noch zu ihren Lebzeiten im Jahr 1895 die von der Oberbilker Allee bis zur Eisenbahnstrecke verlaufende Emmastraße in Oberbilk nach ihr benannt. Einem Zeitungsbericht vom 24. Oktober 1895 in der Bürgerzeitung für Düsseldorf und Umgebung über die Benennung der Emmastraße ist zu entnehmen, dass sich Burmann bereits zuvor vielfach zum Wohle der Stadt betätigt hatte:

„Die Emmastraße hat ihren Namen nach Fräulein Emma Burmann erhalten, weil die Dame in der uneigennützigsten Weise in außerordentlich vielen Fällen einen Bürgersinn bethätigt, wie er im Interesse der Stadt recht oft gefunden werden möge.“

Der Düsseldorfer Maler Max Volkhart fertigte im November 1896 ein Porträt Burmanns im fortgeschrittenen Lebensalter, das in der Tradition der Interieurmalerei des 19. Jahrhunderts steht.
Emma Burmann lebte zuletzt im Eigentum an Oberbilker Allee 219 in Oberbilk.  Sie starb im Februar 1902 im Alter von 80 Jahren in Düsseldorf. Ihr Ehrengrab der Stadt Düsseldorf befindet sich auf dem Stoffeler Friedhof in Oberbilk (Feld 10, Grab Nr. 2856).

## Ehrungen
- Ehrengrab der Stadt Düsseldorf
- Emmastraße in Düsseldorf